# Кирфи (гора)
Ки́рфи (греч. Κίρφη), Ки́рфис, Кирфида, Кирф, Кирфа (др.-греч. Κίρφις, лат. Cirphis) — обрывистый горный массив в Греции, в Фокиде, в Средней Греции. Расположен к югу от Парнаса и Дельф. Между Парнасом и Кирфи по лесистому ущелью протекает река Плистос. Кирфи покрыт густым лесом и круто спускается к Коринфскому заливу. По ущелью длиной 5 километров между Парнасом и горой Кирфи протекает река Плистос. Бока этого ущелья круто спускаются. По долине Плистоса проходила Схистийская дорога в Давлиду и Стириду. У восточного подножия Кирфи расположен город Кира (Кирра) — древняя гавань Дельф на берегу залива Итея (Криссос) и древний город Криса, у юго-западного — город Андикира на берегу одноимённого залива. На востоке долиной Дистомона Кирфи отделён от горы Геликон.
Самая высокая вершина высотой 1560 метров называется Ксеровуни (греч. Ξηροβούνι) от ξηρός — сухой и βουνό — гора.
Антонин Либерал пересказывает поэму Никандра, согласно которой Эфрибат (Ευρύβατος), сын Евфема из рода Аксия, спас Алкионея, сына Диома и Меганиры, которого дельфийцы вели к пещере на горе Кирфи, чтобы оставить там в качестве искупительной жертвы чудовищу, которое называли Ламия или Сибарида.
На южных склонах Кирфи было найдено кладбище древнего поселения, которое принадлежало одному из небольших городов, разрушенных персами в ходе греко-персидской войны в 480 году до н. э. Некоторые исследователи считают, что это кладбище принадлежало временному поселению жителей Крисы, которые были изгнаны из Крисы в ходе первой Священной войны в 588 году до н. э. и оставались на горе шесть лет, сражаясь против амфиктионов.